# Lickolamp, Gästrikland
Lickolamp är en sjö i Ockelbo kommun i Gästrikland och ingår i Gavleåns huvudavrinningsområde.